# تجمع ملی آزادگان
تجمع ملی آزادگان (عربی: تجمع الوطني احرار) یک حزب سیاسی مراکش است. این حزب از ۱۹۹۳ سابقه همکاری باحزب جمعیت وفاق ملی اسلامی و دو حزب دیگر لیبرال از جمله حزب جنبش مردمی و اتحاد قانون اساسی دارد.
در برابر احزاب منتقد به پادشاه، سیاستمداران مورد علاقه رئیس‌جمهور شامل سیاستمداران مستقل حزبی تشکیل دادند که این حزب بعدها به یک حزب معمولی تبدیل شد و نقشی در سیستم حزبی مراکش ایفا نمی‌کرد. بعد از حزب تجمع ملی آزادگان، اتحادیه مشروطه به عنوان حزب مورد علاقه کاخ ریاست‌جمهوری معرفی شد.

## تاریخچه
این حزب در ۱۹۷۸ بنیاد گذاشته شد و احمد عصمان نخست‌وزیر مراکش و برادر همسر ملک حسن دوم، پادشاه مراکش بنیاد گذاشته شد.